# Otrava kyanidy
K otravě kyanidy dochází při expozici živého organismu sloučenině, která rozpuštěna ve vodě uvolňuje kyanidové ionty (CN−). Nejčastějšími látkami způsobujícími tuto otravu jsou plynný kyanovodík a krystalické soli kyanid draselný a kyanid sodný. Kyanidové ionty zastavují buněčné dýchání inhibicí mitochondriálního enzymu nazvaného cytochrom c oxidáza.

## Akutní otrava
Kyanidy způsobují, že buňky nejsou schopny využít kyslík; primárně se jedná o inhibici cytochrom C oxidázy. Při vdechování vysokých koncentrací kyanovodíku nastává kóma s křečemi, apnoe, zástava srdce a smrt během několika minut. Při nižších dávkách může ztrátě vědomí předcházet celková slabost, závratě, bolest hlavy, vertigo, schvácenost a obtížné dýchání. V první fázi bezvědomí je dýchání často dostatečné nebo i zrychlené, pak se ale situace zhoršuje, nastává hluboké kóma, někdy spojené s plicním edémem, a nakonec zástava srdce. Kůže zrůžoví vznikem kyanido-hemoglobinových komplexů. Smrtelná dávka pro člověka může být už 1,5 mg/kg tělesné hmotnosti. Koncentrace kyanidu v krvi lze měřit za účelem potvrzení diagnózy u hospitalizovaných pacientů nebo při forenzním vyšetřování kriminálních otrav. Toxické účinky kyanidu se mohou objevit i po požití amygdalinu (obsaženého v mandlích a v jádrech meruňkových pecek), dlouhodobějším podávání nitroprussidu nebo po expozici plynům vzniklým spalováním syntetických materiálů.

## Chronická otrava
Expozice nízkým dávkám kyanidu po dlouhou dobu (např. po používání kořenů manioku jako hlavního zdroje potravy v tropické Africe) vede ke zvýšeným úrovním kyanidu v krvi, které způsobují slabost a celou škálu různých symptomů, například trvalou paralýzu, nervové léze, hypotyreózu a u těhotných žen potraty. Mezi další účinky patří mírné poškození jater a ledvin.

## Léčba a antidota
V USA se v rámci první pomoci používá malá inhalační dávka amylnitritu, po ní následuje nitrožilní podání dusitanu sodného a pak (opět do žíly) thiosíran sodný. Nově schváleným léčivem v USA je hydroxokobalamin a je dostupný v balíčcích první pomoci pro tyto otravy. V jiných zemích se mohou používat odlišné metody léčby.

## Historie

### Plynové komory
- Plynný kyanovodík byl používán nacistickým Německem k masovému vraždění v plynových komorách během holokaustu. HCN se uvolňoval z pelet prodávaných pod názvem Cyklon B, komerčního biocidu.[14] Před nasazením kyanovodíku v Osvětimi a dalších koncentračních táborech používali nacisté oxid uhelnatý z výfukových plynů, mnohé oběti byly také zastřeleny.
- Kyanidy se používají také při popravách v některých státech USA. Smíšením kyanidu draselného s kyselinou sírovou ve vyvíječi pod křeslem v plynové komoře dojde k reakci, při níž se uvolňuje plynný kyanovodík.[15][16]

### Válka
Kyanidy byly shromažďovány v arzenálech Sovětského svazu i USA během 50. a 60. let 20. století. Ovšem jako bojový plyn není kyanovodík příliš účinný, protože je lehčí než vzduch a pro zneschopnění nebo zabití nepřátelských vojáků je ho potřeba velmi mnoho.
Přestože nebyly potvrzeny žádné případy použití kyanovodíku jako zbraně, mohl být použit v Iráku během plynového útoku, který Saddám Husajn nařídil provést proti Kurdům v 80. letech dvacátého století. Tato informace však není ověřená.

### Sebevraždy
Kyanidové soli se někdy využívají k rychlým sebevraždám. Je známo, že rychleji působí nalačno.
- V únoru 1937 spáchal uruguayský autor povídek Horacio Quiroga sebevraždu vypitím kyanidového roztoku v nemocnici v Buenos Aires.
- Tentýž rok ukončil sebevraždou kyanidem také známý polymerový chemik Wallace Carothers.
- Kyanid ve formě čisté kyseliny kyanovodíkové volili pro sebevraždu činitelé Třetí říše. Patří mezi ně například Erwin Rommel (1944), který byl obviněn ze spiknutí proti Hitlerovi, Hitlerova manželka Eva Braunová (1945) či nacističtí pohlaváři Joseph Goebbels (1945) a Heinrich Himmler (1945), možná také Martin Bormann (1945) a Hermann Göring (1946). Sám Adolf Hitler rozkousl kyanidovou kapsli a současně se střelil pistolí do pravého spánku (1945).
- Kyanidovou kapslí se otrávili také někteří spolupracovníci na Operaci Anthropoid (např. parašutista Adolf Opálka nebo odbojář Jan Zelenka-Hajský)
- Spekuluje se, že Alan Turing v roce 1954 použil k sebevraždě jablko, do něhož byl vstříknut kyanidový roztok; učinil tak údajně poté, co byl obviněn z – tehdy ve Velké Británii ilegálního – homosexuálního vztahu a donucen k hormonální léčbě.
- Město Jonestown (Guyana) bylo v roce 1978 místem velkém masové sebevraždy/vraždy, kdy více než 900 členů Chrámu lidu vypilo nápoj Flavor Aid s přísadou kyanidu draselného.
- Členové rebelské organizace Tygři osvobození tamilského Ílamu (tzv. Tamilští tygři, též LTTE; působila na Srí Lance v letech 1983 až 2009) nosili za krkem lahvičku s kyanidem pro účel sebevraždy v případě, že budou zajati vládními silami.

### Vraždy
- Grigorij Rasputin (1916)
- Goebbelsovy děti (1945)
- Tylenolové vraždy (1982)
- Ronald Clark O'Bryan (1984)

### Terorismus
- V roce 1995 bylo v čekárně stanice Kajabačo tokijského metra objeveno zařízení sestávající ze sáčků s kyanidem sodným a kyselinou sírovou a s dálkově ovládaným motorem, který měl zajistit protržení sáčků a smísení látek. Zřejmě se jednalo o pokus sekty Óm šinrikjó vyprodukovat toxické množství kyanovodíku.[18]
- V roce 2006 údajně plánovala Al-Káida vypustit plynný kyanovodík do systému metra v New Yorku. Útok byl prý zrušen, protože by nebylo dost obětí.[19]